# Buthus nigrovesiculosus
Espèce
Synonymes
- Buthus europaeus nigrovesiculosus Hirst, 1925

Buthus nigrovesiculosus est une espèce de scorpions de la famille des Buthidae.

## Distribution
Cette espèce est endémique du Dakhla-Oued Ed-Dahab au Maroc. Elle se rencontre vers Dakhla.

## Systématique et taxinomie
Cette espèce a été décrite sous le protonyme Buthus europaeus nigrovesiculosus par Hirst en 1925. Elle est élevée au rang d'espèce par Sousa, Arnedo et Harris en 2017.

## Publication originale
- Hirst, 1925 : « On some scorpions from Morocco, with the description of a new genus and species. » Annals and Magazin of Natural History, sér. 9, vol. 15, p. 414–416.